# T in the Park

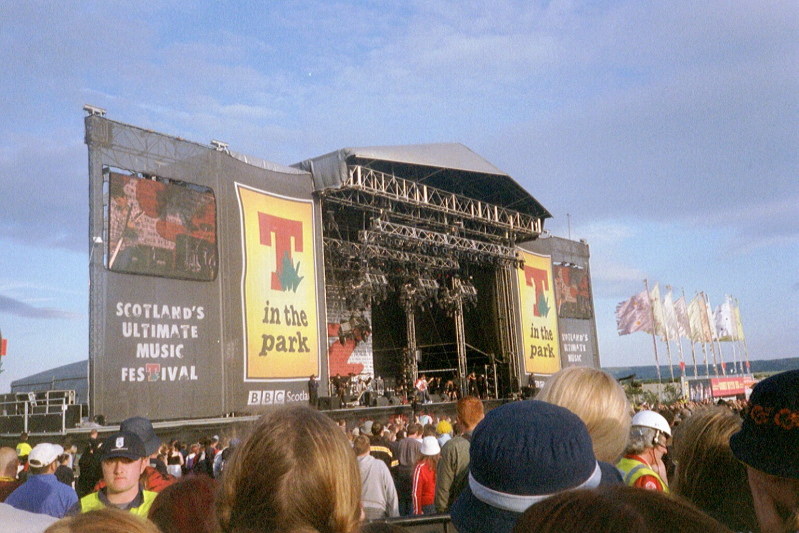
T in the Park.

T in the Park fue un festival musical que se llevaba a cabo anualmente en Escocia desde el año 1994 hasta 2016. Su nombre proviene de su principal patrocinador, la compañía cervecera Tennents. Originalmente se realizaba en el Strathclyde Park, pero desde 1997 se trasladó al campo aéreo en desuso de Balado, en Perth and Kinross, Escocia. Originalmente era un festival que duraba dos días, pero desde 2007 se amplió a tres los días de duración, introduciéndose en 2008 la opción de realizar un camping a partir del día anterior del festival. T in the Park se realiza en simultáneo a Oxegen, un festival similar en Irlanda.
Además de los siete diferentes escenarios, hay extensas áreas para acampar, para acoger a la mayoría de los asistentes del festival, quienes permanecen en el sitio los días del evento. Asimismo existen puestos de aprovisionamiento y almacenes, como también otras atracciones, como ferias y grandes norias.